# سیلیکون تیره
در صنعت الکترونیک، سیلیکون تیره مقداری از مدارات یک مدار مجتمع است که نمی‌تواند در ولتاژ عملیاتی اسمی برای محدودیت توان طراحی گرمایی (تی‌دی‌پی) تعیین شده روشن باشد. این چالشی در دوران گره‌های نیم‌رسانای نانومتری است، جایی که مقیاس‌بندی ترانزیستور و مقیاس‌بندی ولتاژ دیگر با یکدیگر مطابقت ندارند، و درنتیجه مقیاس‌بندی دنارد از کار می‌افتد. این توقف مقیاس‌بندی دنارد منجر به افزایش شدید تراکم توان شده‌است که باعث می‌شود تا مانع روشن شدن همزمان همه ترانزیستورها در ولتاژ نامی شوند، در حالی که دمای تراشه را در محدوده عملکرد ایمن نگه داشتن. طبق مطالعات اخیر، محققان از گروه‌های مختلف پیش‌بینی کرده‌اند که، در گره‌های فناوری ۸ نانومتر، بسته به ساختار پردازنده، فناوری خنک‌کننده و میزان حجم کاری برنامه، ممکن است مقدار سیلیکون تیره تا ۵۰–۸۰٪ برسد. سیلیکون تیره حتی در حجم کاری سرور با فراوانی توازی سطح درخواست سرویس‌دهنده اصلی ممکن است اجتناب ناپذیر باشد.

## چالش‌ها و فرصت‌ها
پیدایش سیلیکون تیره چندین چالش در معماری، اتوماسیون طراحی الکترونیکی (ایی‌دی‌ای) و جوامع طراحی مشترک سخت‌افزار-نرم‌افزار به وجود می‌آورد. به عنوان مثال، بهترین استفاده از انبوه ترانزیستورها (با دارا بودن بسیاری از موارد تاریک) برای طراحی و مدیریت سیستم‌های چند-هسته‌ای بر روی تراشه‌های کم مصرف تحت حداکثر توان و محدودیت‌های حرارتی. معماران چندین تلاش را برای استفاده از سیلیکون تیره برای طراحی معماری‌های کاربردی ویژه و پُر شتاب‌گر آغاز کرده‌اند. اخیراً، محققان کشف کرده‌اند که چگونه سیلیکون تیره چالش‌ها و فرصت‌های جدیدی را برای جامعه ایی‌دی‌ای در معرض دید قرار می‌دهد. به‌طور خاص، آنها نگرانی‌های حرارتی، قابلیت اطمینان (خطای نرم‌افزاری و پیرسازی) و تغییرات فرایند را برای پردازنده‌های چند هسته‌ای سیلیکون تیره نشان داده‌اند.